# Acrochordus granulatus
Rắn rầm ri cá (tên khoa học: Acrochordus granulatus) là một loài rắn trong họ Acrochordidae. Loài này được Schneider mô tả khoa học đầu tiên năm 1799. Nó hoàn toàn sống thủy sinh và hầu như không làm gì được trên cạn. Không có phân loài nào được công nhận.

## Phân bố
Loài này phân bố tại Ấn Độ (bao gồm cả quần đảo Nicobar, quần đảo Andaman), Sri Lanka, Bangladesh, Myanmar (Burma), Trung Quốc (Hải Nam), Việt Nam, Campuchia, Thái Lan, Malaysia (bán đảo Mã Lai và Đông Malaysia), Singapore, các đảo thuộc Philippines (bao gồm Palawan: quần đảo Calamian, Panay), Indonesia (Ambon, Flores, Irian Jaya, Java, Jobi, Schouten, Sulawesi, Sumatra, Ternate, Timor, We, Komodo), Papua New Guinea (kể cả các đảo vệ tinh), New Guinea, quần đảo Solomon, Vanuatu, Australia (dọc theo vùng duyên hải Lãnh thổ Bắc Úc, Queensland, Tây Úc).

## Hình ảnh

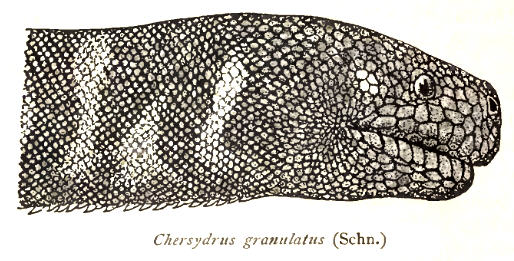